# Hypochra asiatica
Hypochra asiatica är en tvåvingeart som beskrevs av Willi Hennig 1939. Hypochra asiatica ingår i släktet Hypochra och familjen fläckflugor. Inga underarter finns listade i Catalogue of Life.